# Mürren

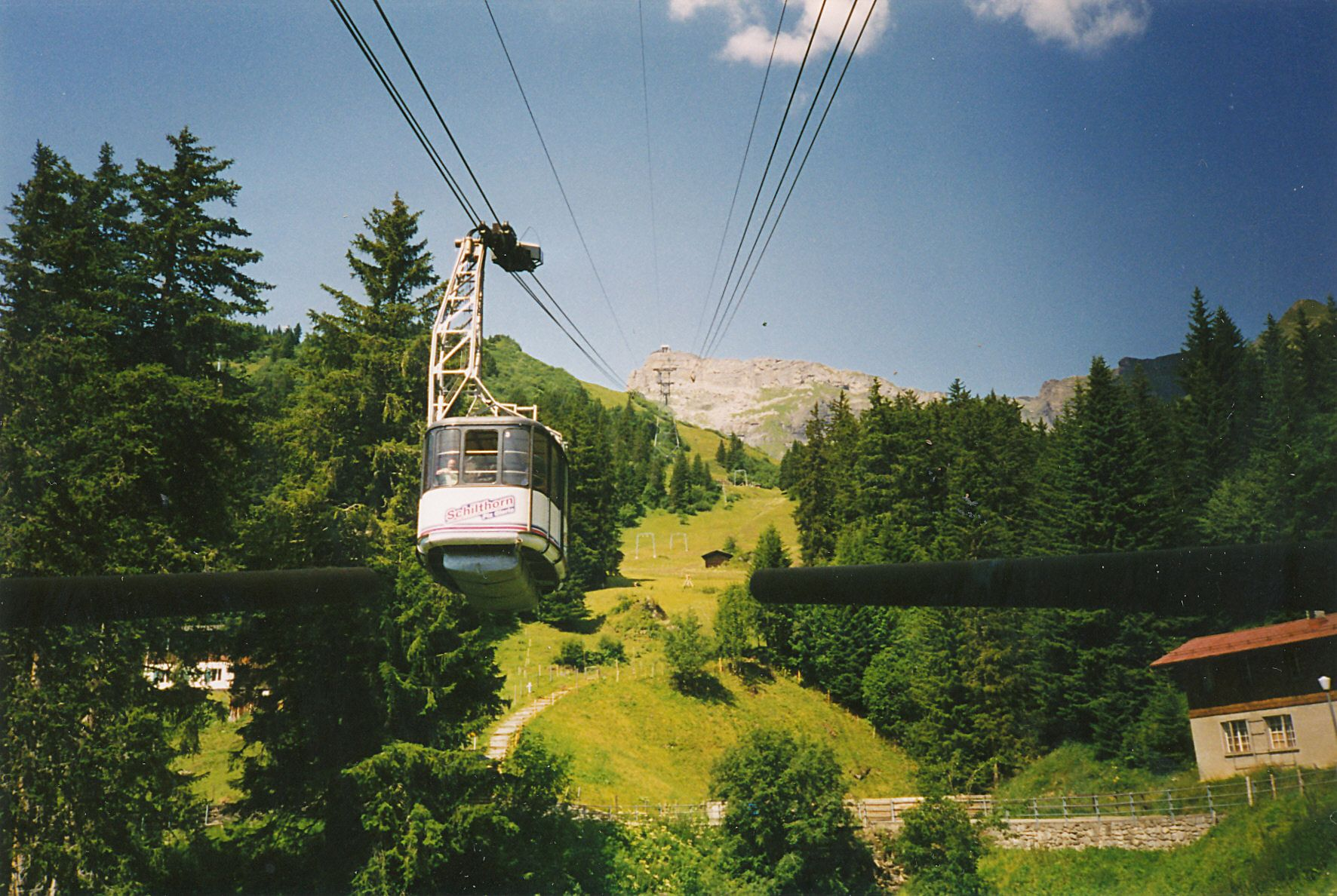
Gondolbanan till Schilthorn

Mürren är en bergsby i Berner Oberland i Schweiz. Orten är också en vintersportort, här anordnades världsmästerskapen i alpin skidsport 1931 och 1935. Mürren ligger inte långt ifrån Wengen, en annan vintersportort.

## Kommunikationer
Mürren kan inte nås med bil. 1891 byggdes Bergbahn Lauterbrunnen-Mürren. Den bestod tidligere av en bergbana som skjutsade passagerare upp på dalsidan från Lauterbrunnen till Grütschalp. Den lades på grund av omfattande skador ner i april 2006, och ersattes av en gondolbana. Från Grütschalp går en 4 kilometer lång smalspårig järnväg vidare till Mürren. 1967 förstärktes byns förbindelser med omvärlden då gondolbanan Luftseilbahn Stechelberg-Mürren-Schilthorn byggdes.